# Ober-Gleen
Ober-Gleen ist ein Stadtteil von Kirtorf im Norden des mittelhessischen Vogelsbergkreis.

## Geographie
Ober-Gleen liegt an der Klein südöstlich von Kirtorf. Im Ort treffen sich die Bundesstraße 62 und die Landesstraße 3151.

## Ortsgeschichte

### Mittelalter
Erstmals wird in der Zeit des Abtes Baugulf von Fulda zwischen 779 und 802 im Codex Eberhardi „in villa Glene“ genannt.
Nach der gleichen Quelle tauscht der Abt Haicho vom Fulda 917/918 mit einem Gramann seine Grundstücke, darunter alle Grundstücke zu „Glene, ubi ecclesia aedificata est“, also: im Ort Glene, wo eine Kirche gebaut ist. Die Ortsangabe „Glene“ erlaubt keine eindeutige Festlegung eines Ortes. Dies wird auch in der Edition des Codex Eberhardi, einem Kopiar aus der Zeit um 1160, so festgelegt. Mögliche Zuweisungen sind Ober-Gleen, Niederklein und Kirtorf. Die Namensforschung geht aus von dem Gewässernamen „Gleen“, an dessen Verlauf die Orte Ober-Gleen und Niederklein liegen und dazwischen Kirtorf.
Erstmals schriftlich erwähnt wird das Dorf im Jahre 1275 „in superiori Gleinen“ (im oberen Gleinen). 1401 heißt es „zuo Obirn Glene“. In einem Salbuch findet sich 1582 „Obernglena“. In der Namensforschung wird der Ortsname auf einen keltischen Ursprung bezogen. Das zugrundeliegende Wort „glan“ bedeutet „klar“, bezeichnet als Gewässername also klares, reines Wasser.
Vom 13. bis zum 15. Jahrhundert hatte der Deutsche Orden Ländereien in Ober-Gleen. Seit dem Ende des 14. Jahrhunderts gehörte Ober-Gleen zum Eußergericht und war ein Kondominium der Landgrafschaft Hessen und der Schenck zu Schweinsberg:

„Eußer Gericht (L. Bez. Kirtorf) Landstrich; enthält die Orte Arnshain, Bernsburg, Erbenhausen, Lehrbach, Obergleen und Wahlen, welche nun zum Bez. Kirtorf gehören. Die Gerichtsbarkeit erster Instanz stehet dem Staate und den Freiherrn von Schenk, Ganerben zu Schweinsberg, gemeinschaftlich zu. Die streitige Gerichtsbarkeit wird zu Homberg auf bestimmte Amtstage von dem Landrichter und dem von Schenkischen Amtsverweser gemeinschaftlich, hingegen die polizeilichen und andere Administrativ-Geschäfte ausschließend von dem Landrath ausgeübt. – Das Nassauische Haus hatte einen Antheil an dem Eußer Gericht erworben, und belehnte nachmals die Schenke von Schweinsberg damit. Die oben genannten Orte gehörten zum Amte Kirtorf. Anderwärts wie in Alsfeld, Romrod etc. wurde das Gericht aus Schöffen der Stadt und der Dörfer zusammengesetzt; da aber Kirtorf ausschließend den Grafen von Ziegenhain gehörte und nachher an die Landgrafen kam, an den obigen Orten aber die Schenke Antheil hatten, so konnte hier ein Gericht in der Art nicht gebildet werden, daher man das Gericht in Kirtorf (inneres Gericht) von dem der Dörfer (äußeres Gericht) unterschied. Auf diese Weise ist die Benennung Eußer Gericht entstanden, welcher Sprachgebrauch sich jedoch in neuern Zeiten ziemlich verloren hatte, und nun durch die letzte Organisation sich ganz verlieren muß.“

### Neuzeit
Die Statistisch-topographisch-historische Beschreibung des Großherzogthums Hessen berichtet 1830 über Ober-Gleen:

„Obergleen (L. Bez. Kirtorf) evangel. Pfarrdorf; liegt an dem Kleinbach, 3⁄4 St. von Kirtorf, hat 132 Häuser und 773 Einwohner, die außer 1 Katholiken und 47 Juden evangelisch sind, so wie 1 Kirche, 4 Mühlen, 4 Backhäuser und einen Steinbruch, welcher weiße Sandsteine liefert. Der Ort gehört zum Eußer Patrimonialgericht der Freiherrn von Schenk zu Schweinsberg, in welchem die Gerichtsbarkeit erster Instanz dem Staate und dieser Familie gemeinschaftlich zustehet. – Obergleen hatte bereits 1264 einen eignen Pleban, und gehörte in das Kirchengebiet von Kirtorf. Bei Obergleen lag Rockelshausen, gegen Erbenhausen Habertshausen, gegen Ehringshausen Güntzelrode, gegen Romrod Hirtenrode, wo noch ein gemauerter Brunnen ist. Auch ein Camberg (eine Camberger Mühle) ist noch da soll in dieser Gemarkung gelegen haben.“

Der evangelische Theologe, Pädagoge, Publizist und Turnpionier Friedrich Ludwig Weidig war 1834 Pfarrer von Ober-Gleen, bis zu seiner Verhaftung im Jahre 1835 im Zusammenhang mit der von ihm in Umlauf gebrachten Flugschrift Der Hessische Landbote. Aufsehen erregte seine Predigt in Ober-Gleen am 7. September 1834, in der er den Christus der Armen verkündete, „der da Unrecht und Heuchelei der Mächtigen seiner Zeit bekämpfte“ – eine Theologie der Befreiung avant la lettre. Ebenso bemerkenswert ist die von der überragenden Mehrheit der Ober-Gleener Haushaltsvorstände unterzeichnete Bittschrift an das zuständige Ministerium, in der die Freilassung des Pfarrers gefordert wurde, eine der ersten Unterschriftensammlungen für einen politischen Gefangenen in Europa. Das Schreiben aus dem Jahr 1835 ist seit dem 20. Jahrhundert verschollen. Die Akten der polizeilichen Untersuchungen aber sind erhalten geblieben.

### Gebietsreform
Am 31. Dezember 1971 wurde Ober-Gleen im Zuge der Gebietsreform in Hessen in die Stadt Kirtorf eingegliedert.
Im Jahre 1993 wohnten im Dorf 609 Personen, inzwischen ist die Zahl unter 500 gesunken.

### Territorialgeschichte und Verwaltung
Die folgende Liste zeigt im Überblick die Territorien, in denen Ober-Gleen lag, bzw. die Verwaltungseinheiten, denen es unterstand:
- vor 1567: Heiliges Römisches Reich, Landgrafschaft Hessen
- ab 1567: Heiliges Römisches Reich, Landgrafschaft Hessen-Marburg, Amt Kirtorf (Eußergericht je zur Hälfte den Landgrafen und den Schencken zu Schweinsberg)[17]
- 1604–1648: Heiliges Römisches Reich, strittig zwischen Landgrafschaft Hessen-Darmstadt und Landgrafschaft Hessen-Kassel (Hessenkrieg)
- ab 1604: Heiliges Römisches Reich, Landgrafschaft Hessen-Darmstadt, Oberfürstentum Hessen, Oberamt Alsfeld, Amt Kirtorf (Eußergericht)
- ab 1806: Rheinbund, Großherzogtum Hessen, Oberfürstentum Hessen, Oberamt Alsfeld, Amt Kirtorf (Eußergericht)[18][19]
- ab 1815: Deutscher Bund, Großherzogtum Hessen, Provinz Oberhessen, Amt Romrod, (Eußergericht)[20]
- ab 1821: Deutscher Bund, Großherzogtum Hessen, Provinz Oberhessen, Landratsbezirk Kirtorf (Trennung zwischen Justiz (Landgericht Homberg an der Ohm) und Verwaltung)[21]
- ab 1832: Deutscher Bund, Großherzogtum Hessen, Provinz Oberhessen, Kreis Alsfeld
- ab 1848: Deutscher Bund, Großherzogtum Hessen, Regierungsbezirk Alsfeld
- ab 1852: Deutscher Bund, Großherzogtum Hessen, Provinz Oberhessen, Kreis Alsfeld
- ab 1866: Norddeutscher Bund, Großherzogtum Hessen, Provinz Oberhessen, Kreis Alsfeld
- ab 1871: Deutsches Reich, Großherzogtum Hessen, Provinz Oberhessen, Kreis Alsfeld
- ab 1918: Deutsches Reich, Volksstaat Hessen, Provinz Oberhessen, Kreis Alsfeld
- ab 1945: Amerikanische Besatzungszone, Groß-Hessen, Regierungsbezirk Darmstadt, Kreis Alsfeld
- am 31. Dezember 1971 wurde Ober-Gleen der neu gebildeten Stadtgemeinde Kirtorf eingegliedert.
- ab 1949: Bundesrepublik Deutschland, Land Hessen (seit 1946), Regierungsbezirk Darmstadt, Kreis Alsfeld
- ab 1972: Bundesrepublik Deutschland, Land Hessen, Regierungsbezirk Darmstadt, Vogelsbergkreis
- ab 1981: Bundesrepublik Deutschland, Land Hessen, Regierungsbezirk Gießen, Vogelsbergkreis

### Gerichtszugehörigkeit seit 1803
In der Landgrafschaft Hessen-Darmstadt wurde mit Ausführungsverordnung vom 9. Dezember 1803 das Gerichtswesen neu organisiert. Für die Provinz Oberhessen wurde das Hofgericht Gießen als Gericht der zweiten Instanz eingerichtet. Die Rechtsprechung der ersten Instanz wurde durch die Ämter bzw. Standesherren vorgenommen und somit war für Ober-Gleen das Eußergericht zuständig.
Das Hofgericht war für normale bürgerliche Streitsachen Gericht der zweiten Instanz, für standesherrliche Familienrechtssachen und Kriminalfälle die erste Instanz. Übergeordnet war das Oberappellationsgericht Darmstadt.
Mit der Gründung des Großherzogtums Hessen 1806 wurde diese Funktion beibehalten, während die Aufgaben der ersten Instanz 1821 im Rahmen der Trennung von Rechtsprechung und Verwaltung auf die neu geschaffenen Landgerichte übergingen. „Landgericht Homberg an der Ohm“ war daher von 1821 bis 1879 die Bezeichnung für das erstinstanzliche Gericht in Homberg an der Ohm, das für Ober-Gleen zuständig war. Die Freiherrn Schenck zu Schweinsberg verzichteten am 13. März 1822 auf ihre Polizei- und andere administrative Rechte zugunsten der Landesbehörden. Im Landgericht Homberg wurden die Rechtsprechung weiter gemeinschaftlich ausgeübt.
Erst infolge der Märzrevolution 1848 wurden mit dem „Gesetz über die Verhältnisse der Standesherren und adeligen Gerichtsherren“ vom 15. April 1848 die standesherrlichen Sonderrechte endgültig aufgehoben.
Anlässlich der Einführung des Gerichtsverfassungsgesetzes mit Wirkung vom 1. Oktober 1879, infolge derer die bisherigen großherzoglich hessischen Landgerichte durch Amtsgerichte an gleicher Stelle ersetzt wurden, während die neu geschaffenen Landgerichte nun als Obergerichte fungierten, kam es zur Umbenennung in „Amtsgericht Homberg an der Ohm“ und Zuteilung zum Bezirk des Landgerichts Gießen. Am 15. Juni 1943 wurde das Gericht zur Zweigstelle des Amtsgerichtes Alsfeld, aber bereits wieder mit Wirkung vom 1. Juni 1948 in ein Vollgericht umgewandelt. Am 1. Juli 1968 erfolgte die Auflösung des Amtsgerichts Homberg und Ober-Gleen wurde dem Bereich des Amtsgerichts Alsfeld zugeteilt.
In der Bundesrepublik Deutschland sind die übergeordneten Instanzen das Landgericht Gießen, das Oberlandesgericht Frankfurt am Main sowie der Bundesgerichtshof als letzte Instanz.

### Einwohnerentwicklung
| • 1791: | 650 Einwohner             |
| • 1800: | 625 Einwohner             |
| • 1806: | 646 Einwohner, 120 Häuser |
| • 1829: | 773 Einwohner, 132 Häuser |
| • 1867: | 720 Einwohner, 131 Häuser |

| Ober-Gleen: Einwohnerzahlen von 1791 bis 2015 | Ober-Gleen: Einwohnerzahlen von 1791 bis 2015 | Ober-Gleen: Einwohnerzahlen von 1791 bis 2015 | Ober-Gleen: Einwohnerzahlen von 1791 bis 2015 | Ober-Gleen: Einwohnerzahlen von 1791 bis 2015 |
| --- | --------------------------------------------- | --------------------------------------------- | --------------------------------------------- | --------------------------------------------- |
| Jahr |                                               |                                               |                                               | Einwohner                                     |
| 1791 | 1791                                          |                                               | 650                                           | 650                                           |
| 1800 | 1800                                          |                                               | 635                                           | 635                                           |
| 1806 | 1806                                          |                                               | 646                                           | 646                                           |
| 1829 | 1829                                          |                                               | 720                                           | 720                                           |
| 1834 | 1834                                          |                                               | 794                                           | 794                                           |
| 1840 | 1840                                          |                                               | 818                                           | 818                                           |
| 1846 | 1846                                          |                                               | 762                                           | 762                                           |
| 1852 | 1852                                          |                                               | 714                                           | 714                                           |
| 1858 | 1858                                          |                                               | 716                                           | 716                                           |
| 1864 | 1864                                          |                                               | 717                                           | 717                                           |
| 1871 | 1871                                          |                                               | 726                                           | 726                                           |
| 1875 | 1875                                          |                                               | 704                                           | 704                                           |
| 1885 | 1885                                          |                                               | 683                                           | 683                                           |
| 1895 | 1895                                          |                                               | 701                                           | 701                                           |
| 1905 | 1905                                          |                                               | 684                                           | 684                                           |
| 1910 | 1910                                          |                                               | 691                                           | 691                                           |
| 1925 | 1925                                          |                                               | 646                                           | 646                                           |
| 1939 | 1939                                          |                                               | 617                                           | 617                                           |
| 1946 | 1946                                          |                                               | 783                                           | 783                                           |
| 1950 | 1950                                          |                                               | 784                                           | 784                                           |
| 1956 | 1956                                          |                                               | 694                                           | 694                                           |
| 1961 | 1961                                          |                                               | 633                                           | 633                                           |
| 1967 | 1967                                          |                                               | 645                                           | 645                                           |
| 1970 | 1970                                          |                                               | 642                                           | 642                                           |
| 1980 | 1980                                          |                                               | ?                                             | ?                                             |
| 1990 | 1990                                          |                                               | ?                                             | ?                                             |
| 2000 | 2000                                          |                                               | ?                                             | ?                                             |
| 2011 | 2011                                          |                                               | 510                                           | 510                                           |
| 2015 | 2015                                          |                                               | 484                                           | 484                                           |
| Datenquelle: Historisches Gemeindeverzeichnis für Hessen: Die Bevölkerung der Gemeinden 1834 bis 1967. Wiesbaden: Hessisches Statistisches Landesamt, 1968. Weitere Quellen: ; 1791:; Stadt Kirdorf: Stadtteile im Webarchiv; Zensus 2011 |                                               |                                               |                                               |                                               |

### Religionszugehörigkeit
| • 1829: | 725 evangelische (= 93,79 %), 47 Jüdische (= 6,08 %) und einen römisch-katholischen (= 0,13 %) Einwohner |
| • 1961: | 554 evangelische (= 87,52 %), 77 katholische (= 12,16 %) Einwohner                                       |

## Ortsbeirat
Ortsvorsteher ist Florian Böttner.

## Sehenswürdigkeiten
- der Ransberg (Naturschutzgebiet) mit seinen Wällen aus frühgeschichtlicher Zeit,
- der Hexenstein oberhalb des Dorfes,
- die alten Mühlen und Fachwerkhäuser,
- die evangelische Kirche (von 1753/54) aus der Zeit des Barock, mit einer Kanzel (von 1638) aus der Zeit des Dreißigjährigen Kriegs, einer Glocke von 1513, einem Taufstein von 1573 und einer Barockorgel von 1711,
- der „Himmelborn“ mit seiner alten Eiche (BHU: 6,60 m[34]) und
- die alten Eichen am „Rosengarten“,
- das frühere Pfarrhaus an der Dr.-Weidig-Straße, in dem Friedrich Ludwig und Amalie Weidig mit ihrem Sohn Wilhelm von September 1834 bis April 1835 wohnten,
- die ehemalige Wirtschaft gegenüber vom Dorfbrunnen (Komb), in der 1835 die Petition für Weidig auslag,
- die mehr als 70 Jahre alte Apfelplantage,
- die restaurierte Synagoge.